# Omar Pchakadze
Omar Pchakadze (gruzínsky ომარ ფხაკაძე, rusky Омар Лонгизонович Пхакадзе; 12. srpna 1944 Kutaisi – 21. května 1993 Tbilisi) byl sovětský dráhový cyklista gruzínské národnosti. Měřil 187 cm a vážil 95 kg, byl známý pod přezdívkami „Býk z Kutaisi“ a „Herkules na kole“.
Byl synem předčasně zesnulého invalidy z druhé světové války. Původně se na internátní škole věnoval vzpírání, od patnácti let trénoval silniční cyklistiku v Dynamu Tbilisi a pak se pod vedením Gurama Džochadzeho zaměřil na dráhový sprint. V roce 1963 dosáhl prvního úspěchu, když vyhrál Spartakiádu národů SSSR. Byl nominován na tokijskou olympiádu v roce 1964, kde vypadl v osmifinále. Na mistrovství světa v dráhové cyklistice v roce 1965 v San Sebastiánu zvítězil v soutěži amatérských sprinterů a získal pro SSSR historicky první titul v této disciplíně. Díky tomuto úspěchu byl jako první Gruzínec v historii zvolen sovětským sportovcem roku.
Na MS 1966 byl Pchakadze třetí a na LOH 1968 čtvrtý. Na světovém šampionátu v Brně v roce 1969 získal stříbrnou medaili a na olympiádě 1972 bronz. Překonal světový rekord na letmých 200 metrů časem 10,61 s a osmkrát se stal mistrem Sovětského svazu ve sprintu. Třikrát vyhrál Velkou cenu NDR (1965, 1966 a 1967) a dvakrát Velkou cenu Kodaně (1967 a 1971). Závodní kariéru ukončil v roce 1973. 
Spolu se zápasníkem Levanem Tedyjašvilim ho režisér Georgij Šengelaja obsadil v roce 1987 do hlavních rolí rebelujících siláků v historickém filmu Chareba a Gogi. Vystudoval Institut tělesné výchovy v Tbilisi a působil jako reprezentační trenér. Počátkem devadesátých let se stal prvním předsedou Gruzínské cyklistické federace a je po něm pojmenován velodrom v Tbilisi. Jeho manželkou byla gymnastka Donara Džanukašviliová. 